# Morocco (Indiana)
Morocco és una població dels Estats Units a l'estat d'Indiana. Segons el cens del 2000 tenia 1.127 habitants.

## Demografia
Segons el cens del 2000, Morocco tenia 1.127 habitants, 469 habitatges, i 296 famílies. La densitat de població era de 750,2 habitants/km².
Dels 469 habitatges en un 27,9% hi vivien nens de menys de 18 anys, en un 49,7% hi vivien parelles casades, en un 9,6% dones solteres, i en un 36,7% no eren unitats familiars. En el 31,8% dels habitatges hi vivien persones soles el 19% de les quals corresponia a persones de 65 anys o més que vivien soles. El nombre mitjà de persones vivint en cada habitatge era de 2,4 i el nombre mitjà de persones que vivien en cada família era de 3,04.
Per edats la població es repartia de la següent manera: un 24,3% tenia menys de 18 anys, un 9,8% entre 18 i 24, un 26,4% entre 25 i 44, un 22% de 45 a 60 i un 17,5% 65 anys o més.
L'edat mediana era de 37 anys. Per cada 100 dones de 18 o més anys hi havia 87,5 homes.
La renda mediana per habitatge era de 32.176 $ i la renda mediana per família de 40.089 $. Els homes tenien una renda mediana de 32.109 $ mentre que les dones 20.625 $. La renda per capita de la població era de 17.776 $. Entorn del 6,1% de les famílies i el 9,3% de la població estaven per davall del llindar de pobresa.

## Poblacions més properes
El següent diagrama mostra les poblacions més properes.